# Gare de Levack
La gare de Levack est une gare ferroviaire canadienne, située au lieu-dit Levack station sur le territoire de la municipalité de Onaping Falls, partie de la municipalité régionale de Sudbury (en), sur le district de Sudbury dans la province de l'Ontario.
La gare avec un bâtiment est officiellement ouverte en 1916 par le Canadien Pacifique. Le bâtiment est détruit à la fin des années 1960.
C'est un point d'arrêt de Via Rail Canada, desservi par le train Sudbury-White River.

## Situation ferroviaire
Établie à 389 mètres d'altitude, la halte de Levack est située au point kilométrique (PK) 39 de la ligne de Sudbury à White River, entre les arrêts de Larchwood et de Cartier. Cette infrastructure est une section de la principale ligne transcontinentale du Canadien Pacifique.
Peu après le point d'arrêt, un embranchement industriel se dirige vers la localité de Levack

## Histoire
Le Canadien Pacifique ouvre en octobre 1884 la section de sa ligne vers l'ouest qui traverse la région. C'est en 1885 que cet endroit est dénommé « Levack » par CD Archer dont la fonction était d'arpenter et diviser ces terres pour y créer des townships . Son rôle étant également de dénommer ces nouveaux endroits, il prit pour cela le nom de personnalités liées à Oliver Mowat, ancien premier ministre de l'Ontario. Levack est le nom de jeune fille de son épouse.
Le bâtiment de la gare de Levack est ouvert le 3 décembre 1916. C'est un bâtiment typique de la compagnie, construit en bois avec un corps central avec un étage et deux ailes en rez-de-chaussée. La toiture se prolonge au-delà des murs sur tout le pourtour du bâtiment,.
Le bâtiment de la gare est détruit à la fin des années 1960, après plus de cinquante ans de service.

## Service des voyageurs

### Accueil
Halte voyageurs, c'est un point d'arrêt non géré (PANG) à accès libre. Le train ne s'arrête qu'à la demande. Ce point d'arrêt sans équipement est établi au bord de la route 144.

### Desserte
Levack est desservie par le train Sudbury-White River de Via Rail Canada. Le train passe à l'arrêt six fois par semaine : les mardis, jeudis et samedis, son passage est à 10h22 venant de Sudbury il se dirige vers White River ; les mercredis, vendredis et dimanches, son passage est à 16h33, venant de White River il se dirige vers Sudbury.

### Intermodalité
Il n'y a pas de services disponibles. À quelques dizaines de mètres en amont de l'arrêt, la route de la Marina permet de rejoindre la rive la plus proche du lac Windy, située à un peu plus de cinq cents mètres.